# Quatuor à cordes no 2 de Prokofiev

Le Quatuor à cordes no 2 en fa majeur opus 92 est un quatuor de Serge Prokofiev. Composé en 1941, il fut créé le 5 septembre 1942 par le Quatuor Beethoven à Moscou. Il est composé durant la période où Prokofiev quitte sa première femme pour vivre avec Mira Mendelssohn au Caucase et au Kazakhstan. Les thèmes de ce quatuor sont d'origine kabarde.

## Mouvements
Le quatuor comprend trois mouvements :
1. Allegro sostenuto
2. Adagio
3. Allegro